# Liste der griechisch-orthodoxen Patriarchen von Alexandria

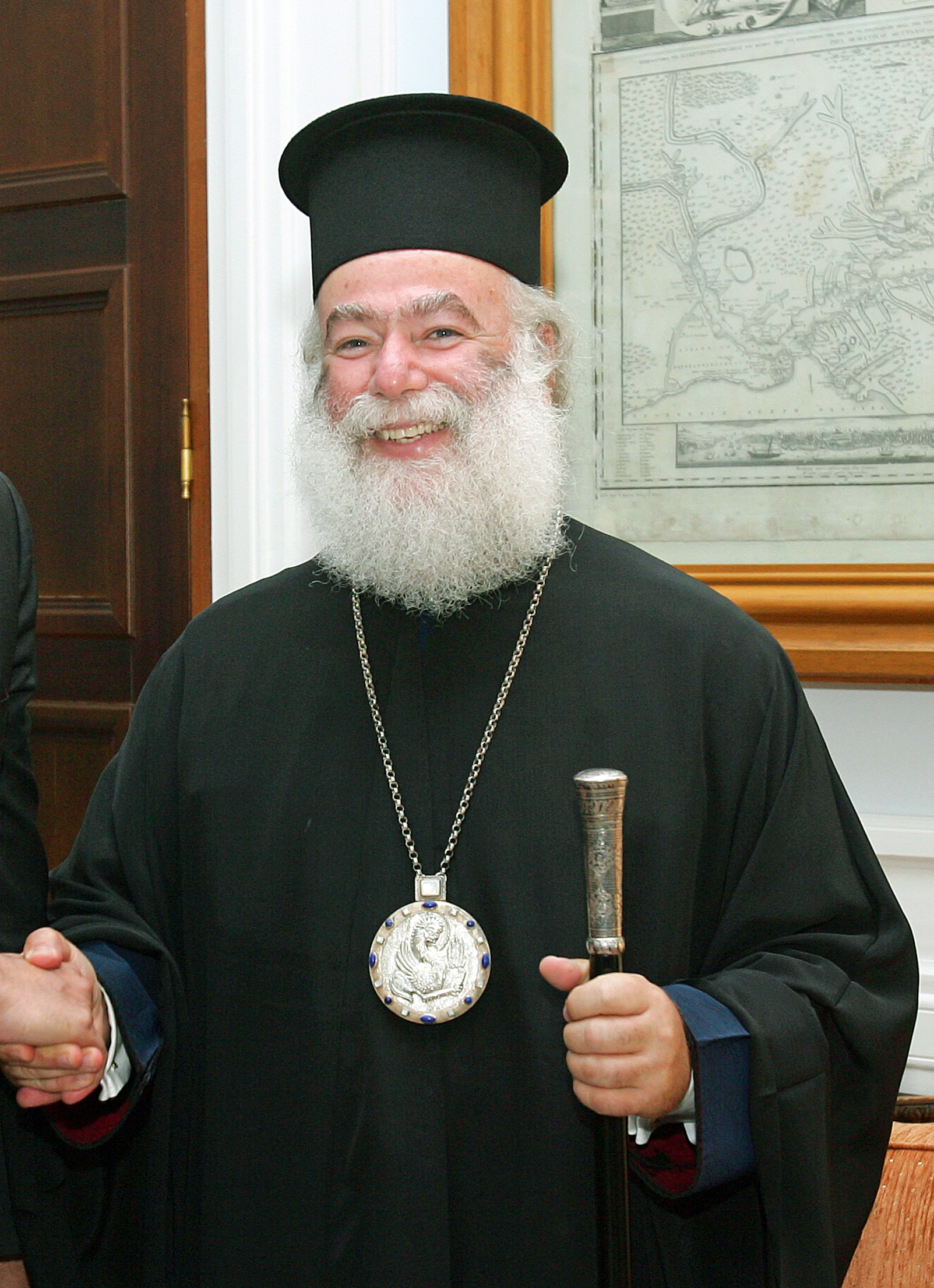
Theodoros II., amtierender griechisch-orthodoxer Patriarch und Papst von Alexandria

Die folgenden Personen waren bzw. sind Patriarchen und Päpste des Griechisch-Orthodoxen Patriarchats von Alexandria und ganz Afrika.
Die Patriarchen vor der Kirchenspaltung durch das Konzil von Chalcedon stehen in der Liste der Patriarchen von Alexandria.
- Timotheos II. Ailuros (475–477)
- Petros III. Mongos (477)
- Timotheos III. Salophakiolos, (erneut) (477–482)
- Joannes I. Talaia (482)
- Petros III. Mongos, (erneut) (482–489)
- Athanasios II. Kelites (489–496)
- Johannes II. (496–505)
- Johannes III. (505–516)
- Dioskoros II. (516–517)
- Timotheos IV. (517–535)
- Theodosios I. (535–536)
  - Gainas (535) (Gegenpatriarch)
- Paulos von Tabennesis (537–540)
- Zoilos (540–551)
- Apollinarios (551–569)
- Johannes IV. (569–579)
- Vakanz (579–581)
- St. Eulogios I. (581–607)
- St. Theodoros (607–609)
- St. Johannes V. Eleemon (610–616)
- Vakanz (616–621)
- Georgios I. (621–631)
- Kyros I. (631–643/4)
- Petros IV. (643/4–651)
- Vakanz (651–727)
  - Theodor II. (um 662) (Koadjutor)
  - Peter V. (um 680) (Koadjutor)
  - Peter VI. (um 690) (Koadjutor)
  - Theophylaktos (um 695) (Koadjutor)
  - Onopsos (um 710) (Koadjutor)
- Kosmas I. (727–768)
- Politianos (768–813)
- Eustatius (813–817)
- Christophoros I. (817–841)
- Sophronios (836–848)[1]
- Michael I. (860–870)
- Michael II. (870–903)
- Vakanz (903–907)
- Christodoulos (907–932)
- Eutychios (933–940)
- Sophronios II. (941)
- Isaak (941–954)
- Job (954–960)
- Vakanz (960–963)
- Elias I. (963–1000)
- Arsenios (1000–1010)
- Theophilos II. (1010–1020)
- Georgios II. (1021–1052)
- Leontios (1052–1059)
- Alexander II. (1059–1062)
- Johannes VI. (1062–ca. 1100)
- Eulogios II. (ca. 1100–um 1115)
- Sabbas (um 1117)
- Kyrillos II. (um 1130)
- Theodosios II. (?–ca. 1166)
- Sophronios III. (ca. 1166–1171)
- Elias II. (1171–1175)
- Eleutherios (1175–1180)
- Markus III. (1180–1209)
- Nikolaus I. (1210–1243)
- Gregor I. (1243–1263)
- Nikolaus II. (1263–1276)
- Athanasios III. (1276–1316)
- Gregor II. (1316–1354)
- Gregor III. (1354–1366)
- Niphon (1366–1385)
- Markus IV. (1385–1389)
- Nikolaus III. (1389–1398)
- Gregor IV. (1398–1412)
- Nikolais IV. (1412–1417)
- Athanasios IV. (1417–1425)
- Markus V. (1425–1435)
- Philotheos (1435–1459)
- Markus VI. (1459–1484)
- Gregor V. (1484–1486)
- Joachim (1486–1567)
- Vakanz (1567–1569)
- Silvester (1569–1590)
- Meletios I. (1590–1601)
- Kyrillos III. (1601–1620)
- Gerasimos I. (1620–1636)
- Metrophanes (1636–1639)
- Nikephoros (1639–1645)
- Joannikios (1645–1657)
- Paisios (1657–1678)
- Parthenios I. (1678–1688)
- Gerasimos II. (1688–1710)
- Samuel (1710–1712)
- Kosmas II. (1712–1714)
- Samuel (1714–1723)
- Kosmas II. (1723–1736)
- Kosmas III. (1737–1746)
- Matthäus (1746–1766)
- Kyprian (1766–1783)
- Gerasimos III. (1783–1788)
- Parthenios II. (1788–1805)
- Theophilos III. (1805–1825)
- Hierotheos I. (1825–1845)
- Artemios (1845–1847)
- Hierotheos II. (1847–1858)
- Kallinikos (1858–1861)
- Jakob II. (1861–1865)
- Nikanor (1866–1869)
- Sophronios IV. (1870–1899)
- Photios (1900–1925)
- Meletios II. (1926–1935)
- Nikolaus V. (1936–1939)
- Christophoros II. (1939–1966)
- Vakanz (1966–1968)
- Nikolaus VI. (1968–1986)
- Parthenios III. (1987–1996)
- Petros VII. (1997–2004)
- Theodoros II. (2004–heute)